# Izvoru Crișului
Izvoru Crișului (maďarsky Körösfő) je obec v župě Kluž v Rumunsku. Žije zde přibližně 1 400 obyvatel. V roce 2011 se 79 % obyvatel hlásilo k maďarské národnosti. Součástí obce jsou i tři okolní vesnice.

## Části obce
- Izvoru Crișului – 871 obyvatel
- Nadășu – 186 obyvatel
- Nearșova – 191 obyvatel
- Șaula – 176 obyvatel